# Рудь (Молдова)
Рудь (рум. Rudi) — село в Сорокском районе Молдавии. Относится к сёлам, не образующим коммуну.

## География
Село расположено на высоте 239 метров над уровнем моря.

## Население
По данным переписи населения 2004 года, в селе Рудь проживает 1118 человек (508 мужчин, 610 женщин).
Этнический состав села:
| Национальность | Число жителей | Процентный состав |
| -------------- | ------------- | ----------------- |
| молдаване      | 1052          | 94.1              |
| украинцы       | 34            | 3.04              |
| русские        | 25            | 2.24              |
| румыны         | 3             | 0.27              |
| прочие         | 4             | 0.36              |
| Всего          | 1118          | 100 %             |

## Достопримечательности

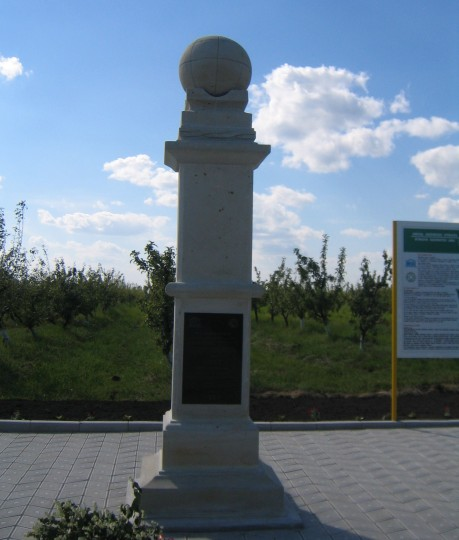
Пункт Дуги Струве, с. Рудь, Молдова

В селе Рудь находится пещера со следами доисторического прошлого, пейзажный заповедник, мысовые античные оборонительные укрепления (IV—III вв. до н. э.), две круглые земляные крепости (IX—XII вв.) — «Турецкая тарелка» и «Германарий», женский монастырь. Монастырь села Рудь является одним из старейших в Молдавии. В селе также находится церковь святой Троицы, возведённая в 1777 году. Она считается ярким образцом старомолдавского архитектурного стиля.
Вблизи села Рудь, находится яркая и уникальная достопримечательность IX—XII вв — Рудьский культовый камень.
Через село Рудь проходит Дуга Струве, которая входит в число объектов Всемирного наследия ЮНЕСКО. Раньше в Молдавии было 27 стояночных точек, по которым производились обмеры для составления международных карт. В настоящее время в стране осталась лишь одна точка в селе Рудь. Она находится в яблоневом саду, в 300 метрах от автотрассы Сороки—Отачь 48°19′05″ с. ш. 27°52′35″ в. д..
В 1964 году в селе был открыт мемориальный музей Елены Сырбу.